# Robert Jack Downs
Robert Jack Downs (né en 1923) est un botaniste américain.

## Œuvres
- 1974 : Pitcairnioideae (Flora Neotropica No 14, 1)
- 1975 : Controlled Environments for Plant Research
- 1977 : Environment and the experimental control of plant growth (avec H. Hellmers)
- 1977 : Tillandsioideae (Bromeliaceae) (Flora Neotropica No. 14, Part 2)
- 1979 : Bromeliodeae (Bromeliaceae) (Flora Neotropica No. 14, Part 3)

Il est aussi l'auteur des illustrations des Bromeliaceae of Brazil (1955) de Lyman Bradford Smith.